# Olib
Den här artikeln handlar om ön Olib. För staden Olib, se Olib (stad).
Olib (italienska: Ulbo, tyska: Lüb) är en ö i Adriatiska havet tillhörande Kroatien. Ön som är Kroatiens 18:e största ö har en yta på 28,14 km2 och dess högsta topp Kalac når 74 m ö.h. Ön ligger i Zadars skärgård och befolkningen uppgår till 147 invånare (2001). Öns enda ort Olib bär samma namn som ön.   

## Historia
Redan i det första århundradet omnämns ett samhälle på ön av den grekiska historikern Strabon. Han kallar orten Aloip, dagens Olib. Arkeologiska fyndigheter och ortsnamn tyder på att ön var bebodd av liburnerna, en illyrisk folkgrupp, under 000-talet. Sedan romarna intagit den östra adriatiska kusten och ön Olib grundade de ett nytt samhälle på halvön Arat. Romarna kallade det nya samhället för Aloip. Det är möjligt att det under antiken fanns flera samhällen på ön och att det gamla och nya Aloip existerade samtidigt. Det nya Aloip, grundat av romarna, omnämns under 900-talet av den bysantinske kejsaren Konstantin VII Porfyrogennetos. Under 600-700-talet skedde en gradvis inflyttning av slaver (dagens kroater) till ön. På ön dominerade romerska toponymer men nu kom även slaviska (kroatiska) namn att användas för enskilda objekt och anläggningar.
Från år 1409 fram till 1600-talet kontrollerades ön av venetianerna som arrenderande ut den till den lokala adeln i Zadar. Vid Heliga Anastasias kyrka (Crkva svete Štosije), Olibs dåtida församlingskyrka, finns inskriptioner som tyder på att flyktingar från Bosnien, via Vrlika och området kring Cetina på fastlandet 1476 tog sin tillflykt till ön, flyendes från de framryckande osmanerna.